# 克林頓鎮區 (堪薩斯州道格拉斯縣)
克林頓鎮區（英語：Clinton Township）為美國堪薩斯州道格拉斯縣轄下的鎮區。2010年美国人口普查中此鎮區人口有586人。

## 地理
克林頓鎮區涵蓋總面積為105.1平方（40.59平方英里），其中陸地面積為81.1平方（31.33平方英里），水域面積為24.0平方（9.26平方英里）或22.81%。海拔高度285（935英尺）。

## 人口統計
根據2010年美國人口普查，克林頓鎮區人口有586人，其中男性有298人，女性有288人，人口密度為每平方公里5.58人，住房計254戶。鎮區內的白人有564人，非裔美國人有3人，美洲原住民有2人，亞裔美國人有3人，太平洋島裔美國人有0人，其他種族有2人，混血種族則有12人。此外鎮區內有10人為西班牙裔或拉丁裔美國人。此鎮區之年齡中位數為47.7歲，而男性年齡中位數為48.3歲，女性年齡中位數為47.0歲。

## 交通

### 主要公路
- 10號堪薩斯州州道